# Karl Janisch

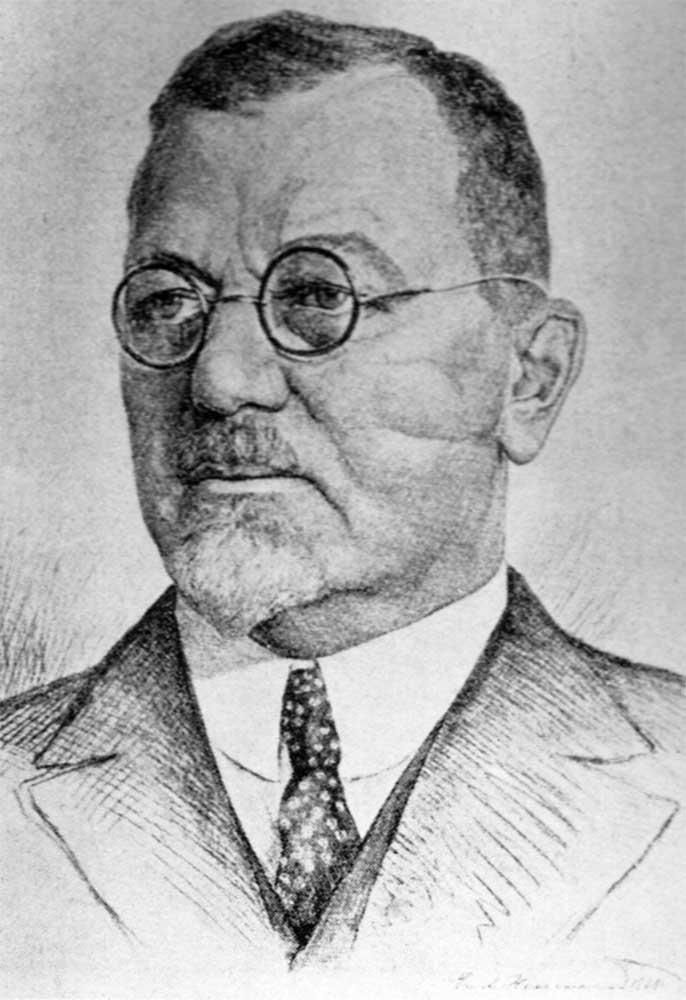
Karl Janisch 1921

Karl Janisch (* 6. November 1870 in Berlin; † 29. Mai 1946 in Schwegermoor) war ein deutscher Maschinenbau-Ingenieur, Regierungsbaumeister und Ehrenbürger in Piesteritz.

## Leben

### Bildung
Als Sohn eines Wäschereibesitzers wurde Karl Janisch am 6. November 1870 in Berlin geboren. 1877 besuchte er das Realgymnasium, an dem er im September 1888 das Abiturexamen unter Befreiung von der mündlichen Prüfung bestand. Daraufhin nahm er ein Studium an der Technischen Hochschule Charlottenburg auf und absolvierte ein Studium des Maschinenbaus und der Elektrotechnik. Er war ab 1889 Mitglied der Berliner Burschenschaft „Hevellia“, der er bis zum Lebensende die Treue hielt. Nach Ableistung der vorgeschriebenen Praktika bestand er 1892 die Vorprüfung für das Maschinenbaufach und im November 1894 die Regierungsbauführerprüfung. Seine Studienleistungen wurden 1895 mit einer Preismedaille anerkannt, die König Friedrich Wilhelm IV. gestiftet hatte. Weiterhin erhielt er 1896 eine Prämie des preußischen Ministers der öffentlichen Arbeiten, womit er die Anerkennung zur Baumeisterprüfung erhielt, die er im Juli 1897 als Regierungsbaumeister mit Auszeichnung abschloss.

### Die Zeit bei Siemens
Nachdem Janisch als Regierungsbaumeister (Assessor) in die Königliche Eisenbahndirektion Berlin eingetreten war, ließ er sich beurlauben, um im Hoch- und Untergrundbahnbüro von Siemens & Halske betriebstechnische Fragen für die Berliner Hochbahn zu bearbeiten. Noch bevor er im Februar 1900 die endgültige Entlassung aus dem Staatsdienst erbat, unternahm er eine achtmonatige Studienreise in die USA zum Studium der amerikanischen Industriebauten.
1902 übertrug ihm Siemens & Halske das Dezernat für sämtliche bau- und betriebstechnischen Fragen des Siemenskonzerns. Vor allem Planung und Ausführung von Werksbauten fielen dabei in sein Ressort. Diese waren vor allen Dingen in erster Linie von der Nutzung bestimmt. Die ästhetische Kategorie des Repräsentativen spielte eine betont untergeordnete Rolle. Grundlage der Entwürfe für die neuen Produktionsstätten war das Ziel, Zweckbauten zu errichten, die eine optimale und kostengünstige Fertigung ermöglichten und bei wechselndem Bedarf flexibel zu nutzen und erweiterbar waren. Für die Realisierung solcher Vorhaben benötigte Siemens & Halske einen Fachmann, der vor allem ein mit den Produktionsvorgängen vertrauter Ingenieur sein musste, um dementsprechend eine effektive Grundkonzeption entwickeln zu können und fand seinen „ausführenden Arm“ in Gestalt des Maschinenbauingenieurs Karl Janisch.
Das typisch Ingenieurmäßige, das Janisch's Bauten auszeichnete und sie zugleich charakterisierte, gipfelte in einem Projekt, das von Georg Wilhelm von Siemens zu Beginn des 20. Jahrhunderts veranlasst wurde. So schuf er funktionale, kostengünstige, sozial verträgliche und über Jahrzehnte erweiterungsfähige Werksanlagen sowie die frühen Bauteile der Siedlung Nonnendamm in Spandau, die heute alle noch genutzt werden können.

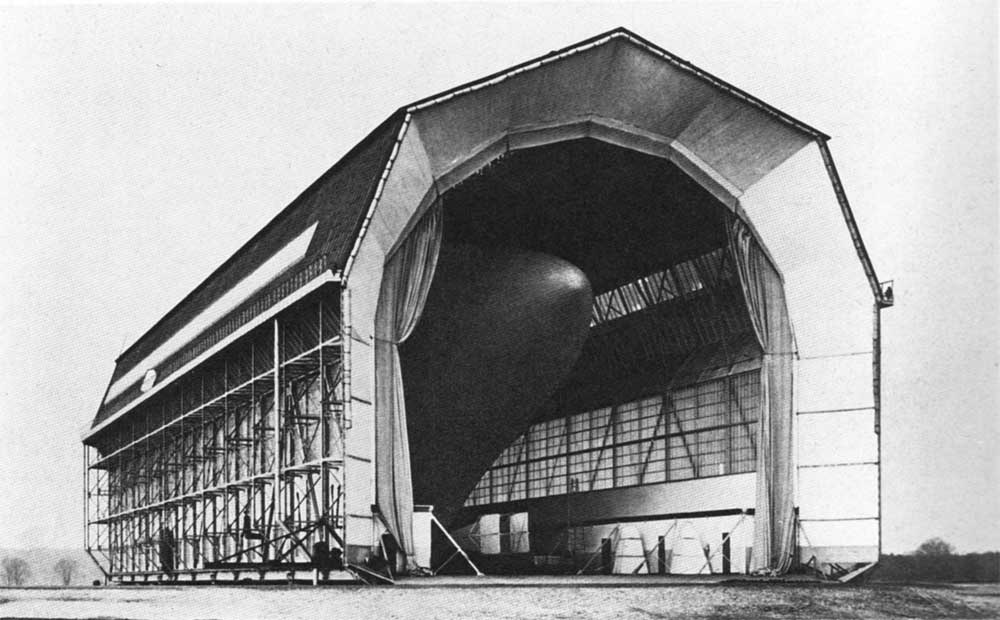
Luftschiffhalle in Biesdorf

Besonders charakterisierend für die Arbeit Janischs ist die Luftschiffhalle in Biesdorf. Die Kriegs- und Schiffbautechnische Abteilung der Siemens-Schuckertwerke entwickelte 1907 bis 1911 ein halbstarres Luftschiff von 118 m Länge und einem Gasinhalt von 13.000 m³, das mit einer Geschwindigkeit von 70 km/h für längere Zeit als das schnellste Luftschiff der Welt galt. Janischs Aufgabe bestand darin, für die Siemens-Schuckert I eine drehbare einschiffige Halle zu konstruieren, die entsprechend der Windrichtung ausgerichtet werden konnte. Dies war die erste Stahlkonstruktion weltweit dieser Art. Eine ähnliche Halle wurde als Doppelhalle in den Jahren 1914/15 auf dem Luftschiffplatz Nordholz bei Cuxhaven errichtet. Das halbstarre Siemens-Schuckert I erwies sich jedoch bald darauf den Starrluftschiffen des Grafen von Zeppelin als unterlegen und es blieb bei einem Einzelstück. Die Halle diente danach bis 1919 militärischen Zwecken und musste gemäß dem Versailler Vertrag demontiert werden. Anlässlich der Umbenennung des Spandauer Stadtteils Nonnendamm in Siemensstadt 1913 erhielt Janisch für sein engagiertes Wirken den Ehrentitel „Baurat“.

### Die Zeit bei den Bayerischen Stickstoffwerken
Am 1. Februar 1915 wechselte Janisch von Siemens zu den Bayerischen Stickstoffwerken, die ebenfalls in Berlin ihren Sitz hatten. Mit Vertragsabschluss vom 5. März 1915 begann man unter der Leitung Janischs in Piesteritz (heute Ortsteil der Lutherstadt Wittenberg) mit der Errichtung der Reichsstickstoffwerke Piesteritz. Diese Anlagen sollten den Bedarf der deutschen Landwirtschaft an künstlichen Düngemitteln im Ersten Weltkrieg decken, deren Grundlagen der Chemiker Fritz Haber entwickelt hatte. Um die beträchtlich angestiegene Zahl von Industriearbeitern mit Wohnraum versorgen zu können, begann man 1916 mit der Errichtung einer Werkssiedlung in Piesteritz. Im Rahmen dieses Aufbauwerkes wurden von Janisch die Architekten und Stadtplaner Paul Schmitthenner und Otto Rudolf Salvisberg gewonnen, die die Werkssiedlung entwarfen. Dabei wurden in dem Wohnkomplex eine Schule, ein Kindergarten, ein Rathaus und ein Kauf- und Vereinshaus errichtet, sodass die sozialen Belange der Bewohner abgedeckt wurden. Janischs soziales Engagement und sein lebhafter Anteil brachten ihm in Piesteritz höchsten Respekt ein. Aus Dankbarkeit für das Wirken zum Wohle der Gemeinde Piesteritz verlieh man Janisch am 30. November 1930 in Anerkennung seiner Verdienste um den Ort, insbesondere um das Schulwesen, die Kleinkinderschule, ferner Verschickung erholungsbedürftiger Kinder in Kurheime und vieles andere, die Ehrenbürgerwürde. Selbst als Janisch sich von Piesteritz verabschiedet hatte, überwies er dem einstigen Bürgermeister Hans Lorbeer am 10. Dezember 1945 eine großherzige Spende von 1000 Reichsmark für notleidende Kinder. Ein ähnliches Engagement bewies Janisch in Garching (Oberbayern) beim Bau der Werkssiedlung der BKW zusammen mit Salvisberg. Beide wurden 1928 von der Gemeinde zu Ehrenbürgern ernannt. Der Erweiterungsbau der Volksschule als Geschenk an die Gemeinde wurde ihm gedankt durch die Bezeichnung „Karl-Janisch-Schule“. Der zentrale Platz wurde 1950 von der Ursprungsbezeichnung „Caro-Platz“ umbenannt in „Janisch-Platz“.
Durch Tüchtigkeit von bescheidenen Verhältnissen zu hohen Ansehen und ansehnlichen Wohlstand allmählich emporgestiegen, wurde auch Janisch ein tragisches Opfer des Zweiten Weltkriegs. Zuerst in seinem prachtvollen Wannsee-Heim, dann in Schlachtensee ausgebombt, war er schließlich mit seiner Ehefrau zu einer seiner verheirateten Töchter nach Elsterwerda geflüchtet, wurde aber dort von der östlichen Front überrollt. Irgendwie gelang ihm dann doch noch der Weg gen Westen. In Berlin wurde der Karl-Janisch-Weg nach ihm benannt. Karl Janisch, der 1939 aus Altersgründen bei den Bayerischen Stickstoffwerken ausschied, verstarb am 29. Mai 1946 in Schwegermoor, das heute ein Ortsteil von Bohmte bei Osnabrück ist.

### Schlussbetrachtung
In Karl Janisch verkörperte sich die notwendige Verbindung von Ingenieur und Architekt, die zur Lösung der neuen Aufgaben im Industriebau gefordert war. An der Schwelle zur Moderne gehört er zu jener Generation von Baumeistern, die den industriellen Zweckbau aus den unzureichenden Architekturkonventionen zu lösen begannen, ohne den Schritt zur adäquaten neuen Form jedoch selbst zu vollziehen. Einige seiner Bauten sind in Berlin erhalten geblieben und konnten an neue Bedürfnisse adaptiert werden. Die von ihm initiierte Werksiedlung Piesteritz steht seit 1987 als Gesamtensemble unter Denkmalschutz.

## Bauten
- Siemens & Halske Kabelwerk in Sankt Petersburg, Russland
- S & H Glühlampenwerk (später Osram Werk S) in Charlottenburg, Helmholtzstr. 2–9
- Siemens Brothers Dynamowerk in Stafford, Vereinigtes Königreich
- Karbidwerk in Hart an der Alz
- Wasserkraftwerk Margarethenberg („Carowerk“) an der Alz
- Reichsstickstoffwerke Piesteritz
- Luftschiffhalle in Biesdorf-Süd
- Siemens Docht-, Elektrodenkohlen- und Rußfabrik in Lichtenberg

Bis zu seinem Firmenaustritt schuf er für den Standort Siemensstadt in Berlin:
Bereich des Spreegeländes
- Das Kabelwerk Westend (später Elmowerk) 1898/1899 mit den Erweiterungen 1904/1905 sowie 1912, in Zusammenarbeit mit Carl Dihlmann und Fritz Gottlob
- Das Verwaltungsgebäude Kabelwerk 1909
- die Erweiterungen des Kraftwerkes am Nonnendamm 1904/05, 1911 und 1913
- die Gelbgießerei Nonnendamm 1899/1900 mit der Erweiterung 1907, in Zusammenarbeit mit Carl Dihlmann
- das Wernerwerk I (WWF) 1903–1905 mit den Erweiterungen 1907/08 und 1912
- das Kleinbauwerk 1905/06 mit den Erweiterungen 1907, 1910, 1911 und 1912
- das Blockwerk I 1906 mit den Erweiterungen 1911 und 1914
- die Feuerwache 1912
- das Wernerwerk II 1914

Bereich Nonnendammallee
- Das Verwaltungsgebäude der Siemens-Schuckertwerke (heute Siemens AG Berlin) 1909–1911 mit der Erweiterung 1912/1913
- den Dynamowerk-Hauptbau 1906/1907 mit den Erweiterungen 1909/1910 und 1911/1912 (11.2)
- das Heizwerk 1910
- die Eisengießerei 1907 mit der Erweiterung 1911/1912
- das Protos Automobilwerk (später Werk für Elektronenröhren und Stromrichter) 1906 mit den Erweiterungen 1908/1909 und 1911/1912
- das Chemisch-physikalische Laboratorium 1906/1907
- die Bahnhalle 1907/1908 mit der Erweiterung 1908/1909

Bereich Gartenfeld
- Das Kabelwerk (Hallenkomplex) 1911/12 mit der Erweiterung 1913
- das Verwaltungsgebäude des Kabelwerkes 1911/1912